# مصفاة أتك المحدودة
مصفاة أتك المحدودة هي شركة نفط باكستانية، وهي شركة تابعة لشركة أتوك أويل البريطانية. تنشط في تكرير النفط الخام في البلاد. تقع الشركة في راولبندي البنجاب باكستان. الشركة مدرجة في بورصة باكستان.

## منتجات المصفاة
بعض منتجاتها الرئيسية تشمل:
- غاز البترول المسال.
- البنزين الخالي من الرصاص.
- التربنتين المعدنية.
- زيت الكيروسين.
- ديزل عالي السرعة.
- جيت بتروليوم.
- المذيبات البترولية.
- زيت الديزل الخفيف.
- زيت الوقود الفرن.
- رصف الإسفلت.